# Levan Aleksandrovič Šengelija
Levan Aleksandrovič Šengelija (Kutaisi, 1º dicembre 1921 – Mosca, 12 settembre 2009) è stato un pittore e regista sovietico.

## Filmografia parziale

### Regista
- Kapronovye seti (1962)
- Devočka na šare (1966)